# معبد ميناكشي
معبد ميناكشي هو معبد هندوسي تاريخي يقع في مدينة مادوراي في ولاية تاميل نادو،الهند.